# La Torre de Claramunt
La Torre de Claramunt település Spanyolországban, Barcelona tartományban. Lakosainak száma 4122 fő (2024).

## Földrajza
La Torre de Claramunt La Pobla de Claramunt, Vallbona d’Anoia, Capellades, Cabrera d’Anoia, Mediona és Carme községekkel határos.

## Népesség
A település lakosságának változását az alábbi diagram mutatja:
| Lakosok száma | 157  | 905  | 601  | 559  | 1424 | 2936 | 3726 | 3819 | 3714 | 4122 |
|               | 1717 | 1887 | 1936 | 1960 | 1986 | 2004 | 2009 | 2014 | 2019 | 2024 |